# Discografia di Vacca
In questa voce è riportata la discografia di Vacca, rapper italiano in attività dal 1996.

## Album in studio
| Anno                                                               | Titolo | Classifiche |
| Anno                                                               | Titolo | ITA         |
| ------------------------------------------------------------------ | --- | ----------- |
| 2004                                                               | VH - Pubblicazione: 2004 - Etichetta: Produzioni Oblio - Formati: CD, download digitale                                          | —           |
| 2007                                                               | Faccio quello che voglio - Pubblicazione: 29 giugno 2007 - Etichetta: Capitol Records, EMI - Formati: CD, download digitale      | —           |
| 2010                                                               | Sporco - Pubblicazione: 18 maggio 2010 - Etichetta: Produzioni Oblio, Universal - Formati: CD, download digitale                 | 11          |
| 2011                                                               | Pelleossa - Pubblicazione: 24 maggio 2011 - Etichetta: Produzioni Oblio, Universal - Formati: CD, download digitale              | —           |
| 2013                                                               | Pazienza - Pubblicazione: 19 marzo 2013 - Etichetta: Produzioni Oblio, Universal - Formati: CD, download digitale                | 10          |
| 2014                                                               | Del padre e del figlio (con Jamil) - Pubblicazione: 23 settembre 2014 - Etichetta: Produzioni Oblio - Formati: download digitale | —           |
| 2015                                                               | L'ultimo tango - Pubblicazione: 18 settembre 2015 - Etichetta: Produzioni Oblio, Sony Music - Formati: CD, download digitale     | 14          |
| 2017                                                               | Poco di buono 2 - Pubblicazione: 26 gennaio 2017 - Etichetta: DG500 - Formati: CD, download digitale                             | —           |
| 2018                                                               | Don - Pubblicazione: 19 gennaio 2018 - Etichetta: Solo Bombe - Formati: CD, download digitale                                    | 40          |
| 2019                                                               | Don Vacca Corleone - Pubblicazione: 11 gennaio 2019 - Etichetta: Solo Bombe - Formati: CD, download digitale                     | 10          |
| 2020                                                               | Bad Reputation - Pubblicazione: 10 aprile 2020 - Etichetta: Solo Bombe - Formati: CD, download digitale                          | 71          |
| 2022                                                               | Barroso - Pubblicazione: 23 settembre 2022 - Etichetta: Solo Bombe - Formati: CD, download digitale                              | 81          |
| 2024                                                               | Graveyard duppies (con Giovane Feddini) - Pubblicazione: 10 maggio 2024 - Etichetta: Solo Bombe - Formati: CD, download digitale | —           |
| "—" indica una pubblicazione non classificata o non in quel paese. | |             |

## Mixtape
| Anno | Titolo              | Etichetta        |
| ---- | ------------------- | ---------------- |
| 2008 | Poco di buono       | Autoprodotto     |
| 2009 | Don't Say Nothing   | Autoprodotto     |
| 2009 | Don't Say Nothing 2 | Autoprodotto     |
| 2011 | Get Maad            | Produzioni Oblio |
| 2011 | Summer Hits         | Produzioni Oblio |

## Extended play
| Anno | Titolo                       | Etichetta        |
| ---- | ---------------------------- | ---------------- |
| 2003 | Mr. Cartoon                  | Produzioni Oblio |
| 2009 | Non prima delle 6:10         | Autoprodotto     |
| 2010 | Lost in Mi-Nord              | Autoprodotto     |
| 2017 | 54:17                        | Solo Bombe       |
| 2019 | 20139                        | Solo Bombe       |
| 2021 | Tempo Nostro - EP            | Solo Bombe       |
| 2023 | indipendentemente preso bene | Solo Bombe       |

## Singoli
| Anno                           | Titolo                                   | Album di provenienza |   |
| ------------------------------ | ---------------------------------------- | -------------------- | - |
| 2006                           | Chi sbaglia paga                         | /                    |   |
| 2008                           | Vita da re (feat. Entics)                | Poco di buono        |   |
| 2008                           | Cartoni e popcorn (feat. Daniele Vit)    | /                    |   |
| 2008                           | Accalappianani (feat. G.Nano)            | Poco di buono        |   |
| 2011                           | Pelleossa                                | Pelleossa            |   |
| 2011                           | Cerco sempre                             | Get Maad             |   |
| 2012                           | Non affezionarti (con gli Incompatibili) | /                    |   |
| 2013                           | Il faro e il mare                        | Pazienza             |   |
| 2013                           | Supermario (Balotelli)                   | Pazienza             |   |
| 2013                           | Nella terra di Bob                       | Pazienza             |   |
| 2013                           | Se tu ci stai                            | Pazienza             |   |
| 2014                           | Il diavolo non esiste                    | /                    |   |
| 2014                           | Nella fossa                              | /                    |   |
| 2015                           | Il ragazzo coi dread                     | L'ultimo tango       |   |
| 2015                           | Sangue del mio sangue                    | L'ultimo tango       |   |
| 2016                           | Calze con le ciabatte                    | Poco di buono 2      |   |
| 2016                           | Zero punto zero                          | /                    |   |
| 2017                           | Don                                      | Don                  |   |
| 2018                           | Polpette                                 | Don                  |   |
| Asmara                         | /                                        |                      |   |
| Missione completa (con L'Elfo) | /                                        |                      |   |
| Calimocho                      | Don Vacca Corleone                       |                      |   |
| 2019                           | J-Lo                                     | 20139                |   |
| 2019                           | Odia                                     | 20139                |   |
| 2019                           | Biggie                                   | 20139                |   |
| 2019                           | Mi ferma nessuno                         | /                    |   |
| 2019                           | Marionette                               | /                    |   |
| 2020                           | Oki                                      | Bad Repiutation      |   |
| 2020                           | Sottovalutato (ft. Vaz Tè)               | Bad Repiutation      |   |
| 2020                           | Colpiscimi                               | Bad Repiutation      | / |

## Collaborazioni
- 2003 – Nonzeta feat. Vacca – Stile
- 2006 – Federica Felini feat. Vacca – Non fidarti
- 2006 – Golden Bass feat. Vacca – Golden Dub
- 2007 – Pesi Piuma (HegoKid & Mars) feat. Vacca – Scatti quotidiani
- 2008 – Numeri 2 feat. Vacca – Occhio alla bomba
- 2008 – Numeri 2 feat. Vacca –Come noi... Come no!
- 2008 – Daniele Vit feat. Vacca – Dna
- 2009 – Gabo feat. Vacca – Pesante
- 2009 – Entics feat. Denny e Vacca – Bla Bla (prod. DJ Nais)
- 2009 – Karkadan feat. Vacca – Cool Yourm
- 2009 – Club Dogo feat. Vacca, Noyz Narcos & Nex Cassel – Sgrilla Remix
- 2009 – Gué Pequeno feat. Vacca & Daniele Vit – Voglio lei (da Fastlife Mixtape Vol. 2 – Faster Life)
- 2009 – Bassi Maestro feat. Babaman & Vacca – Se morissi lunedì (da La lettera B)
- 2009 – Two Fingerz feat. Vacca – Cioccolato (da Disco finto)
- 2010 – Ensi feat. Vacca, Daniele Vit, Surfa, Raige, Amir & Dan–t – 2010 (da Youpush.it)
- 2010 – Big Fish feat. Vacca & Ensi – Generazione Tuning (da Youpush.it)
- 2010 – Giuann Shadai feat. Vacca – Uomo macchina (da NAJA)
- 2010 – Fra Jamb feat. Vacca – Allievi
- 2010 – Surfa feat. Vacca – Non fa per te
- 2010 – Darme feat. Vacca & B.Bro – Hip Hop Marley
- 2010 – Surfa feat. Vacca – My mai
- 2010 – G.Soave feat. Vacca – Freshhh – (da G.I.S.O.)
- 2010 – Supa feat. Vacca & Entics – Featuring
- 2010 – Club Dogo feat. Vacca, Ensi, Entics & Emis Killa – Spacchiamo tutto (Remix)
- 2010 – Emis Killa feat. Vacca – I'm the Shit
- 2010 – Jimmy X feat. Vacca – Ricche sfondate
- 2010 – Exo feat. Jake La Furia, Emis Killa, Daniele Vit, Ensi, Luchè, Surfa e Vacca – Fino alla fine
- 2010 – Gordo feat. Vacca, G.Nano, Melo, Surfa, D-Strutto, Emis Killa, Denny Lahome, Ensi – Pettinaci (RMX)
- 2011 – Sonny PrimoGenito feat. Vacca – Buono a nulla
- 2011 – Sody feat. Vacca – Tanto (tanto)
- 2011 – EnMiCasa feat. Vacca – Lacrime e sorrisi
- 2011 – Gué Pequeno feat. Zuli, Emis Killa & Vacca – XXX Pt. 2 (Hardcore) (da Il ragazzo d'oro)
- 2011 – Funky Gigolò feat. Vacca – Ragazzacci
- 2011 – Don Joe & Shablo feat. Vacca, Johnny Marsiglia & Aban – Io non mi fido di questo sistema (da Thori & Rocce)
- 2011 – Ufo feat. Vacca & Reverendo – Fratelli Dispersi
- 2011 – Federico Chaves feat. Vacca – Sola
- 2011 – Jack the Smoker feat. Vacca & Egreen – Conto alla rovescia
- 2011 – Incompatibili feat. Vacca – Quello che mi va
- 2011 – Ludax feat Vacca & Matt Pawana – Italia
- 2011 – Coma Familia feat. Vacca – Mamma non torno a casa
- 2012 – Gotik feat Vacca & Surfa – Solo
- 2012 – Melo feat Vacca – Non ho più l'età
- 2012 – Melo feat Vacca – Non ho più l'età (Club Version)
- 2012 – Max Brigante feat. Vacca – Allenati che fa bene RMX
- 2012 – Ensi feat Vacca & Zuli – La scommessa (Remix)
- 2012 – Club Dogo feat. Vacca & Zuli – Lontano dallo stress (da Noi siamo il club)
- 2012 – Babaman feat. Vacca, Primo, Ntò, Amir, Bassi Maestro & Mondo Marcio – La gatta (Remix) (da La nuova era)
- 2012 – Blanco feat Vacca & Giuann Shadai – Dose di veleno (da Antiorario)
- 2012 – Incompatibili feat. Vacca – Non affezionarti
- 2012 – EnMiCasa feat. Vacca – Tutto ad un tratto (da Rifarei tutto)
- 2012 – Leva feat. Vacca – Fatti valere
- 2012 – Jamil feat G Nano & Vacca – Cod Anthem
- 2012 – TRC feat Vacca – Solo star con te
- 2012 – Mistic One feat. Vacca + Eko dalla Kosta – Origini centenarie
- 2012 – Miss Take feat. Vacca – SugaShock
- 2012 – Mondo Marcio feat. Vacca – Bang! (da Cose dell'altro mondo)
- 2012 – Jamil feat. Vacca – Black Bock (da Black Book Mixtape)
- 2012 – Jamil feat. Vacca – A me mi (da Black Book Mixtape)
- 2012 – Jamil feat. Vacca – Per me stesso (da Black Book Mixtape)
- 2012 – Jamil feat. Vacca – Quando è buio (da Black Book Mixtape)
- 2012 – niKo feat. Vacca – Passepartout (da La fine)
- 2012 – Melo feat. Vacca, Kevin Hustle, Leva & Veleno Ra 34 – Io ce l'ho e tu no
- 2012 – 3D feat. LowLow & Vacca – No Coke
- 2012 – Pilli feat. Nilo & Vacca – Nemmeno una volta
- 2012 – Mistico One feat. Vacca & Diro – Dove sono nato
- 2012 – Gene X feat. Vacca – Quello in cui credo (da Igiene X)
- 2013 – Mano & Small White feat. Vacca – Peccato (da Enne Uno (#N1))
- 2013 – One Crew feat. Vacca – Siamo in troppi (da Scusate [IR] ritardo)
- 2013 – ALL IN feat. Vacca – Skyline (da First Card)
- 2013 – Noyz Narcos feat. Vacca & Ntò – Notte insonne (da Monster)
- 2013 – Kevin Hustle feat. Vacca – Hey nana (da La Voce che ho)
- 2013 – Il Nano feat. Vacca – Siamo animali (da Noi)
- 2013 – KAAS feat. Vacca – Living Day by Day
- 2013 – Fabrizio Fattori & Stefano Dionigi feat. Vacca – Un'altra (da Bless My Soul)
- 2013 – Mr. Rain feat. Vacca – Make Money
- 2013 – Leva feat. Vacca & Melo – Don't Call Me Zio
- 2013 – Smoothies feat. Vacca & Jamil – Tutto da capo
- 2014 – Miss Take feat. Vacca – Smok Weeda
- 2014 – Vacca & Jamil feat. Jay–A feat. TMO – Se mi cerchi
- 2014 – Vacca & Jamil feat. TMO – Zoo Bwoy
- 2014 – Paskaman feat. Vacca – Tao (da Dal baffo)
- 2014 – DJ Fede feat. Vacca – Soli
- 2014 – Entics feat. Vacca – Patti chiari (da Television Vol. 3)
- 2014 – Jamil feat. Vacca & Karkadan – Alias Zebbi (da Il Nirvana)
- 2014 – E–Green feat. Vacca, Jamil & Malanova – Qualcosa di strano (da Entropia 2)
- 2014 – LOS FASTIDIOS feat. Vacca – Corri Rudeboy (da Let's Do It)
- 2015 – A&R feat. Vacca – Dreadlocks (da Solo Bombe)
- 2015 – Melo feat. Vacca – Notte da leoni (da Simpatico)
- 2015 – Melo feat. Vacca & KG Man – Simpatico (da Simpatico)
- 2015 – Two Fingerz feat. Vacca – Ho la hit (da La tecnica Bukowski)
- 2015 – Paskaman feat. Vacca – P–Block
- 2015 – Emis Killa feat. Vacca & Jamil – Racai Status (da Keta Music Vol. 2)
- 2015 – Vincenzo Da Via Anfossi feat. Vacca – Cars & Crime
- 2016 – DJ Alex C & Vacca – Vengo dalla strada
- 2016 – Zapowiedz Yelram feat. Vacca – Hooligan
- 2016 – Meta & Balda feat. Mistilla & Vacca – Indietro
- 2016 – Ara feat. Vacca – La gara
- 2016 – DJ Fede feat. Vacca, Danti & Rayden – Patetico (da Boom Bap Beatz)
- 2016 – Nerone feat. Douglas & Vacca – Panda Made in Italy (Remix)
- 2016 – G Romano feat. Amir Issaa & Vacca – Quelli di sempre
- 2016 – Alborosie feat. Vacca – Milano (da The Rockers)
- 2016 – Melo & Leva feat. Vacca – Bro
- 2016 – Ara feat. Vacca & Primo Stos – Da prima
- 2016 – Bucci feat. Vacca – Niente più
- 2016 – Little B feat. Vacca – Dall'altra parte del mondo
- 2016 – Douglas La Nota feat. Vacca – Abbiamo di tutto/Tenemos de todo
- 2016 – Mezzo feat. Vacca – Fuori dalla gabbia
- 2016 – Repokè feat. Vacca – Poche regole
- 2016 – Dani White feat. Vacca – Rosso sangue
- 2017 – Amill Leonardo feat. Vacca – Sotto controllo (da N9)
- 2017 – Galiano feat. Vacca – 100 K

## Videografia

### Video musicali
- 2005 – Vacca - Dei et Work
- 2006 – Vacca - Familia & co.
- 2007 – Vacca feat. Marietto - Welcome to Quarto
- 2007 – Vacca - La colpa
- 2007 – Vacca - Mille problemi
- 2007 – Vacca feat. Two Fingerz - Bubble Bobble
- 2008 – Vacca - E se bevo
- 2008 – Vacca feat. Entics - Vita da re
- 2008 – Prhome feat. Vacca - All Eyes on You
- 2008 – Vacca - Oggi vorresti
- 2008 – Vacca feat. Daniele Vit - Cartoni & pop corn
- 2008 – Vacca feat. Gangsta Nano - Accalappianani
- 2009 – Vacca feat. Two Fingerz - Straparlo
- 2009 – Vacca - Poco poco poco
- 2009 – Karkadan feat. Vacca - Cool Youm
- 2009 – Vacca feat. Two Fingerz - N.A.C.
- 2009 – Vacca feat. Daniele Vit - Non so come si fa
- 2009 – Two Fingerz feat. Vacca - Cioccolato
- 2009 – EnMiCasa feat. Vacca - Tieniti forte
- 2010 – Big Fish feat. Ensi e Vacca - Generazione tuning
- 2010 – Darme feat. Vacca e B.Bro - Hip Hop Marley
- 2010 – Vacca - Sporco
- 2010 – Vacca - Un altro bicchiere (remix)
- 2010 – Vacca - Tu dici che
- 2010 – Exo feat. Jake La Furia, Emis Killa, Daniele Vit, Ensi, Luchè, Surfa e Vacca - Fino alla fine
- 2011 – Vacca feat. Mattaman - Non chiedere di me
- 2011 – Melo feat. Vacca- Non ho più l'età
- 2011 – Funky Gigolò feat. Vacca - Ragazzacci
- 2011 – Vacca - Pelleossa
- 2011 – Sody feat. Vacca - Tanto (tanto)
- 2011 – Vacca - Music Time
- 2011 – Federico Chaves feat. Vacca - Sola
- 2011 – Incompatibili feat. Vacca - Quello che mi va
- 2011 – Vacca - Cerco sempre
- 2011 – Gué Pequeno feat. Zuli, Emis Killa e Vacca - XXX pt. 2
- 2011 – Ludax feat. Vacca e Matt Pawana - Italia
- 2012 – Vacca feat. J. Simms - Get Maad
- 2012 – Jamil feat. Vacca - BlackBook
- 2012 – Vacca feat. Ntò - Kill Dem All
- 2012 – Blanco feat. Giuann Shadai e Vacca - Dose di veleno
- 2012 – Incompatibili feat. Vacca - Non affezionarti
- 2012 – Leva feat. Vacca - Fatti valere
- 2012 – Jamil feat. Vacca - A me mi
- 2012 – TRC feat. Vacca - Solo star con te
- 2012 – Jamil feat. Vacca - Quando è buio
- 2012 – Vacca feat. Bloodlyne, Jamil e J.Simms - C.O.D. Hustlaz
- 2012 – Melo feat. Vacca, Kevin Hustle, Leva e Veleno Ra 34 - Io ce l'ho e tu no
- 2012 – Vacca - The End
- 2012 – Gene X feat. Vacca - Quello in cui credo
- 2013 – Vacca - Il faro e il mare
- 2013 – One Crew feat. Vacca - Siamo in troppi
- 2013 – Jamil feat. Vacca - Per me stesso
- 2013 – Vacca - Canto primo
- 2013 – All In feat. Vacca - Skyline
- 2013 – Vacca - Nella terra di Bob
- 2013 – Vacca feat. Mondo Marcio - L'ultima volta
- 2013 – Mondo Marcio feat. Vacca - Bang!
- 2013 – Kevin Hustle feat. Vacca - Hey Nana
- 2013 – Mr. Rain feat. Vacca - Make Money
- 2013 – Vacca - Rube bwoy
- 2013 – Leva feat. Vacca & Melo - Don't Call Me Zio
- 2013 – Vacca - Se tu ci stai
- 2013 – Smoothies feat. Vacca & Jamil - Tutto da capo
- 2014 – Vacca & Jamil feat. TMO - Zoo Bwoy
- 2014 – Vacca feat. Jeyz - Thug Life
- 2014 – Vacca - Nella fossa (Diss a Fabri Fibra)
- 2014 – Dj Fede feat. Vacca - Soli
- 2015 – Melo feat. Vacca - Notte da leoni
- 2015 – Paskaman feat. Vacca - P-Block
- 2015 – Vacca - Il ragazzo coi dread
- 2015 – Vacca - ABC
- 2015 – Vacca feat. Jamil - Ancora qua
- 2015 – Vacca - L'ultimo tango
- 2015 – Vacca - Sangue del mio sangue
- 2016 – Vincenzo Da Via Anfossi Feat. Vacca - Cars & Crime
- 2016 – Vacca - Fine di un sogno
- 2016 – Ara feat. Vacca - La gara
- 2016 – Zapowiedz Yelram Feat. Vacca - Hooligan
- 2016 – Vacca Feat. Melo - Te lo immagini
- 2016 – Ara feat Vacca & Primo Stos - Da prima
- 2016 – Meta & Balda Feat. Mistilla & Vacca - Indietro
- 2016 – Nerone Feat. Douglas & Vacca - Panda Made In Italy (Remix)
- 2016 – Vacca Feat. Mboss - Carabbista
- 2016 – Vacca - Gentile
- 2016 – Vacca - LEADER Freestyle
- 2016 – Vacca - Calze con le ciabatte
- 2016 – G Romano Feat. Amir Issaa & Vacca - Quelli di sempre
- 2016 – Vacca Feat. Mosè Cov - Solo andata
- 2016 – Vacca Feat. Jamil - Ne voglio di più
- 2016 – Vacca Feat. Pinkman - Poco
- 2016 – Vacca Prod. Dj Alex C - Non mi giudicare
- 2016 – Vacca - Shampoo
- 2016 – Vacca - La dedico a te
- 2016 – Melo & Leva Feat. Vacca - Bro
- 2016 – Vacca Feat. KG Man - Badman Paradise
- 2016 – Vacca Feat. Loge - Verità
- 2016 – Ara Feat. Vacca & Primo Stos - Da prima
- 2016 – Bucci Feat. Vacca - Niente più
- 2016 – Little B Feat. Vacca - Dall'altra parte del mondo
- 2016 – Vacca Feat. Mboss - Asciugamano in testa
- 2016 – Vacca Feat. Amil Leonardo - Street Cinema
- 2016 – Douglas La Nota Feat. Vacca - Abbiamo di tutto/Tenemos de todo
- 2016 – Mezzo Feat. Vacca - Fuori dalla gabbia
- 2016 – Vacca - Peccati
- 2016 – Repokè Feat. Vacca - Poche regole
- 2016 – Vacca Feat. Mosè COV - Indietro mai
- 2016 – Dani White Feat. Vacca - Rosso sangue
- 2017 – Vacca Feat. Ghile - Via perché
- 2017 – Vacca - Zero punto zero
- 2017 – Slayer Feat. Vacca - Vieni con me
- 2017 – Galiano Feat. Vacca - 100 K
- 2017 – Vacca - Weah
- 2017 – Amill Leonardo Feat. Vacca - Sotto controllo
- 2017 – Vacca - Chiedere perdono
- 2017 – Vacca - 5 minuti